# Gerovac
Gerovac je priimek v Sloveniji, ki ga je po podatkih Statističnega urada Republike Slovenije na dan 1. januarja 2010 uporabljalo 6 oseb in je med vsemi priimki po pogostosti uporabe uvrščen na 23.951. mesto.

## Znani slovenski nosilci priimka
- Ksenija Gerovac, novinarka

## Znani tuji nosilci priimka
- Ljubica Gerovac (1919—1942), partizanka, narodni heroj